# Mortalium animos
Mortalium animos (Em português: A Mente dos Mortais) é uma encíclica papal promulgada em 1928 pelo Papa Pio XI sobre o tema do ecumenismo religioso, condenando certas presunções do movimento ecumênico inicial e confirmando que a única Igreja fundada por Jesus Cristo é a Igreja Católica.

## Conteúdo
Um movimento pela unidade religiosa vinha se desenvolvendo nos círculos protestantes liberais desde o final do século XIX, e no início do século XX. O Papa Leão XIII reconheceu isso em sua encíclica Satis cognitum de 1896, na qual discursou longamente sobre a unidade como marca da Igreja Católica. Então, em Mortalium animos, Pio reafirma a Doutrina Católica tradicional, de que a Igreja goza de uma unidade orgânica visível, que, por ser divinamente constituída, é divinamente protegida.

Pio XI rejeitou a esperança:
Que as nações, embora difiram entre si em certas questões religiosas, se unirão sem muita dificuldade como irmãos ao professar certas doutrinas que formam, por assim dizer, uma base comum da vida espiritual. Por essa razão, convenções, reuniões e discursos são frequentemente organizados por essas pessoas... Certamente, tais tentativas não podem de forma alguma ser aprovadas pelos católicos, pois estão baseadas naquela falsa opinião que considera todas as religiões mais ou menos boas e louváveis, uma vez que todas, de diferentes maneiras, manifestam e significam aquele senso que é inato em todos nós, e pelo qual somos conduzidos a Deus e ao reconhecimento obediente de Seu domínio. Não apenas aqueles que mantêm essa opinião estão em erro e enganados, mas, ao distorcer a ideia de verdadeira religião, eles a rejeitam, e, pouco a pouco, desviam-se para o naturalismo e o ateísmo, como é chamado; daí segue-se claramente que aquele que apoia aqueles que sustentam essas teorias e tentam realizá-las está completamente abandonando a religião divinamente revelada 
Pio entendia que essa ideia de que todas as religiões são apenas expressões humanas variadas (e falíveis) de um impulso ou instinto religioso natural era um dos erros fundamentais daquele modernismo, que havia sido recentemente condenado pelo Papa Pio X em sua encíclica Pascendi Dominici gregis. Ele via o atual movimento em direção à unidade "como nada mais que uma Federação, composta por várias comunidades de cristãos, mesmo que aderissem a doutrinas diferentes, que podem até ser incompatíveis entre si."
Pio declarou que a Igreja não permite que os católicos participem das assembleias e das reuniões de não católicos. “Agir de outra forma seria, em seu julgamento, deslealdade ao seu Fundador e à verdade que Ele entregou aos seus cuidados.” Pio acolheu os irmãos separados, mas declarou o que era e o que não era possível em relação às diferenças teológicas nos diálogos com os não-católicos.